# ريد دوغاتي
ريد دوغاتي (بالإنجليزية: Reed Doughty)‏ هو لاعب كرة قدم أمريكية أمريكي، ولد في 4 نوفمبر 1982 في غريلي في الولايات المتحدة.

## وصلات خارجية
- ريد دوغاتي على موقع مرجع كرة القدم المحترفة.كوم (الإنجليزية)